# فلويد تاكر
فلويد تاكر هو سياسي كندي، ولد في 24 أكتوبر 1940. حزبياً، نشط في الحزب الليبرالي في نوفا سكوشا ‏.